# Final da Copa Libertadores da América de 2008
A final da Copa Libertadores da América de 2008 foi a decisão da 49ª edição da Copa Libertadores da América. Foi disputada entre o LDU Quito, do Equador e Fluminense, do Brasil em 25 de junho e 2 de julho de 2008.
LDU Quito e Fluminense jogaram sua primeira final da Copa Libertadores
No primeiro jogo da final, houve vitória do time equatoriano por 4 a 2. Na última e decisiva partida, o Fluminense vence a LDU Quito por 3 a 1 em casa, com os 3 gols do Fluminense sendo marcados por Thiago Neves, fazendo dele o primeiro a anotar um Hat-trick em uma final de Libertadores.
Como na final não valia a Regra do gol fora de casa (ao contrário das demais etapas da competição), o torneio foi decidido na Disputa por pênaltis. O goleiro Cevallos acabou tornando-se herói, já que ele defendeu 3 cobranças do time carioca. Assim, por 3 a 1, o LDU Quito sagrou-se campeão. 
A LDU Quito conquistou seu primeiro título da Copa Libertadores, tornando-se o primeiro time equatoriano a fazê-lo. O título também é o primeiro título internacional já conquistado por uma equipe do Equador.

## Final
Jogo de ida
| 25 de junho   | LDU Quito                                          | 4 – 2     | Fluminense                   | Estádio Casablanca, Quito                   |
| 19:50 (UTC-5) | Bieler 2' · Guerrón 29' · Campos 34' · Urrutia 45' | Relatório | Conca 12' · Thiago Neves 52' | Público: 45 000 Árbitro: CHI Carlos Chandía |

| LDU | Fluminense |

| LDU QUITO:     |    |                         |  |     |  |     |
|                |    |                         |  |     |  |     |
| G              | 1  | José Francisco Cevallos |  |     |  |     |
| Z              | 3  | Renán Calle             |  |     |  |     |
| Z              | 2  | Norberto Araujo         |  | 61' |  |     |
| Z              | 23 | Jairo Campos            |  |     |  |     |
| Z              | 4  | Paúl Ambrosi            |  |     |  |     |
| M              | 20 | Enrique Vera            |  | 22' |  |     |
| M              | 8  | Patricio Urrutia        |  | 88' |  |     |
| M              | 7  | Luis Bolaños            |  |     |  |     |
| M              | 21 | Damián Manso            |  | 74' |  |     |
| A              | 19 | Joffre Guerrón          |  |     |  |     |
| A              | 16 | Claudio Bieler          |  | 41' |  | 82' |
| Substituições: |    |                         |  |     |  |     |
| M              | 15 | William Araujo          |  | 74' |  |     |
| A              | 9  | Agústin Delgado         |  | 82' |  |     |
| Treinador:     |    |                         |  |     |  |     |
| Edgardo Bauza  |    |                         |  |     |  |     |

| FLUMINENSE:       |    |                   |  |     |  |     |
|                   |    |                   |  |     |  |     |
| G                 | 1  | Fernando Henrique |  |     |  |     |
| Z                 | 2  | Gabriel           |  |     |  |     |
| Z                 | 3  | Thiago Silva      |  |     |  |     |
| Z                 | 4  | Luiz Alberto      |  | 28' |  |     |
| Z                 | 6  | Júnior César      |  |     |  |     |
| M                 | 5  | Ygor              |  | 43' |  |     |
| M                 | 8  | Arouca            |  | 67' |  |     |
| M                 | 17 | Cícero            |  |     |  |     |
| M                 | 18 | Darío Conca       |  |     |  |     |
| M                 | 10 | Thiago Neves      |  | 90' |  |     |
| A                 | 9  | Washington        |  | 72' |  | 68' |
| Substituições:    |    |                   |  |     |  |     |
| M                 | 15 | Maurício          |  | 67' |  |     |
| A                 | 11 | Dodô              |  | 72' |  |     |
| Z                 | 13 | Roger             |  | 90' |  |     |
| Treinador:        |    |                   |  |     |  |     |
| Renato Portaluppi |    |                   |  |     |  |     |

| Assistentes: Cristian Julio Lorenzo Acuña Quarto árbitro: Enrique Osses |

Jogo de volta
| 2 de julho    | Fluminense                 | 3 – 1 (pro) | LDU Quito  | Estádio do Maracanã, Rio de Janeiro                            |
| 21:50 (UTC-3) | Thiago Neves 12', 28', 58' | Relatório   | Bolanõs 6' | Público: 86 027 (78 918 pagantes) Árbitro: ARG Héctor Baldassi |

|                                      |     | Penalidades                  |  |
| Conca Thiago Neves Cícero Washington | 1–3 | Urrutia Campos Salas Guerrón |  |

| Fluminense | LDU |

| FLUMINENSE:       |    |                   |  |      |  |                                   |
|                   |    |                   |  |      |  |                                   |
| G                 | 1  | Fernando Henrique |  |      |  |                                   |
| Z                 | 2  | Gabriel           |  | 105' |  |                                   |
| Z                 | 3  | Thiago Silva      |  | 106' |  |                                   |
| Z                 | 4  | Luiz Alberto      |  | 65'  |  | Penalizado · Penalizado · Expulso |
| Z                 | 6  | Júnior César      |  |      |  |                                   |
| M                 | 5  | Ygor              |  | 46'  |  |                                   |
| M                 | 8  | Arouca            |  | 110' |  |                                   |
| M                 | 17 | Cícero            |  | 87'  |  |                                   |
| M                 | 18 | Darío Conca       |  |      |  |                                   |
| M                 | 10 | Thiago Neves      |  |      |  |                                   |
| A                 | 9  | Washington        |  |      |  |                                   |
| Substituições:    |    |                   |  |      |  |                                   |
| Z                 | 13 | Roger             |  | 46'  |  |                                   |
| M                 | 15 | Maurício          |  | 105' |  |                                   |
| A                 | 11 | Dodô              |  | 110' |  |                                   |
| Treinador:        |    |                   |  |      |  |                                   |
| Renato Portaluppi |    |                   |  |      |  |                                   |

| LDU QUITO:     |    |                         |  |      |
|                |    |                         |  |      |
| G              | 1  | José Francisco Cevallos |  | 118' |
| Z              | 23 | Jairo Campos            |  |      |
| Z              | 3  | Renán Calle             |  |      |
| Z              | 2  | Norberto Araujo         |  |      |
| Z              | 4  | Paúl Ambrosi            |  |      |
| M              | 20 | Enrique Vera            |  | 62'  |
| M              | 8  | Patricio Urrutia        |  |      |
| M              | 7  | Luis Bolaños            |  | 105' |
| M              | 21 | Damián Manso            |  | 88'  |
| A              | 19 | Joffre Guerrón          |  | 120' |
| A              | 16 | Claudio Bieler          |  | 31'  |
| Substituições: |    |                         |  |      |
| M              | 15 | William Araujo          |  | 88'  |
| A              | 11 | Franklin Salas          |  | 105' |
| Treinador:     |    |                         |  |      |
| Edgardo Bauza  |    |                         |  |      |

| Homem da Partida: José Francisco Cevallos Assistentes: Ricardo Casas Hernán Maidana Quarto árbitro: Saúl Laverni |

## Transmissão

### No Brasil
No Brasil, os jogos foram transmitidos pelo canal de televisão aberta Rede Globo e pelos canais de televisão à cabo SporTV e BandSports.

### Outros países
As partidas foram transmitidas pela Fox Sports para toda a América Latina e para os Estados Unidos. E, além disso, mais de cem países em todo o planeta assistiram as partidas da grande final da Copa Libertadores 2008.